# Krimikomedie
Krimikomedie (též kriminální komedie) je (sub)žánr fikční tvorby spojující prvky komedie a kriminálního námětu. Typickým znakem je spojení napínavého děje s humornými situacemi, dialogy či postavami. Krimikomedie často využívají satiru, parodii nebo ironii k odlehčení závažného tématu, jakým je zločin, vyšetřování či život v prostředí podsvětí.

## Charakteristika
Krimikomedie stojí na pomezí dvou odlišných žánrů – kriminálního a komediálního – a jejich propojení vytváří specifickou atmosféru. Děj obvykle zahrnuje zločin (loupež, vraždu, podvod aj.) a jeho vyšetřování, přičemž komické prvky mohou plynout z neschopnosti pachatelů, absurdních okolností, přehnaných charakterů či nepravděpodobných situací. Humor může mít podobu situační komiky, slovních hříček, černého humoru nebo parodie žánrových klišé.

## Film a televize
Ve filmu a televizní tvorbě patří krimikomedie mezi oblíbené žánrové kombinace. Její moderní podoba se rozvíjela zejména od 60. let 20. století. Mezinárodně známými představiteli žánru jsou například:
- Někdo to rád horké (1959, režie: Billy Wilder)
- Růžový panter (1963, režie: Blake Edwards)
- Fantomas (1964, režie: André Hunebelle)
- Četník ze Saint Tropez (1964, režie: Jean Girault)
- Podraz (1973, režie: George Roy Hill)
- Policejní akademie (1984, režie: Hugh Wilson)
- Bezva finta (1985, režie: Alexandre Arcady)
- Bláznivá střela (1988, režie: David Zucker)[2]
- Poslední skaut (1991, režie: Tony Scott)[2]
- Pulp Fiction: Historky z podsvětí (1994, režie Quentin Tarantino)
- Trainspotting (1996, režie: Danny Boyle)
- Sbal prachy a vypadni (1998, režie Guy Ritchie)
- Podfu(c)k (2000, režie: Guy Ritchie)[2]
- Můj soused zabiják (2000, režie: Jonathan Lynn)
- Dannyho parťáci (2001, režie: Steven Soderbergh)
- Jednotka příliš rychlého nasazení (2007, režie: Edgar Wright)[2]
- Jump street 21 (2012, režie: Phil Lord a Christopher Miller)[2]
- Podfukáři (2013, režie Louis Leterrier)[3]
- Správní chlapi (2016, režie: Shane Black)[4]

V české a československé kinematografii lze najít příklady:
- Tři vejce do skla (1937, režie: Martin Frič)
- Nahá pastýřka (1966, režie: Jaroslav Mach)
- Poklad byzantského kupce (1967, režie: Ivo Novák)
- Přísně tajné premiéry (1967, režie: Martin Frič)
- Rakev ve snu viděti… (1968, režie: Jaroslav Mach)
- „Čtyři vraždy stačí, drahoušku“ (1970, režie: Oldřich Lipský)
- Partie krásného dragouna (1970, režie: Jiří Sequens)
- Aféry mé ženy (1972, režie: Vladimír Čech)
- Drahé tety a já (1974, režie: Zdeněk Podskalský)[5]
- Adéla ještě nevečeřela (1978, režie: Oldřich Lipský)
- Rozpuštěný a vypuštěný (1984, režie: Ladislav Smoljak)
- Jedna ruka netleská (2003, režie: David Ondříček)

V televizní tvorbě lze nalézt prvky krimikomedie například v seriálech:
- Randall a Hopkirk (1969)
- Fargo (2014)
- Jen vraždy v budově (2021)
- Gentlemani (2024)

V české a československé tvorbě:
- Hříšní lidé města pražského (1968)
- Hříchy pro pátera Knoxe (1992)
- Četnické humoresky (2001)
- Strážmistr Topinka (2019)
- Dvojka na zabití (2021)
- Einstein – Případy nesnesitelného génia (2021)
- Duch (2022)
- Případy mimořádné Marty (2022)
- Parťák na baterky (2025)